# Jardí de Papallones (Grevenmacher)

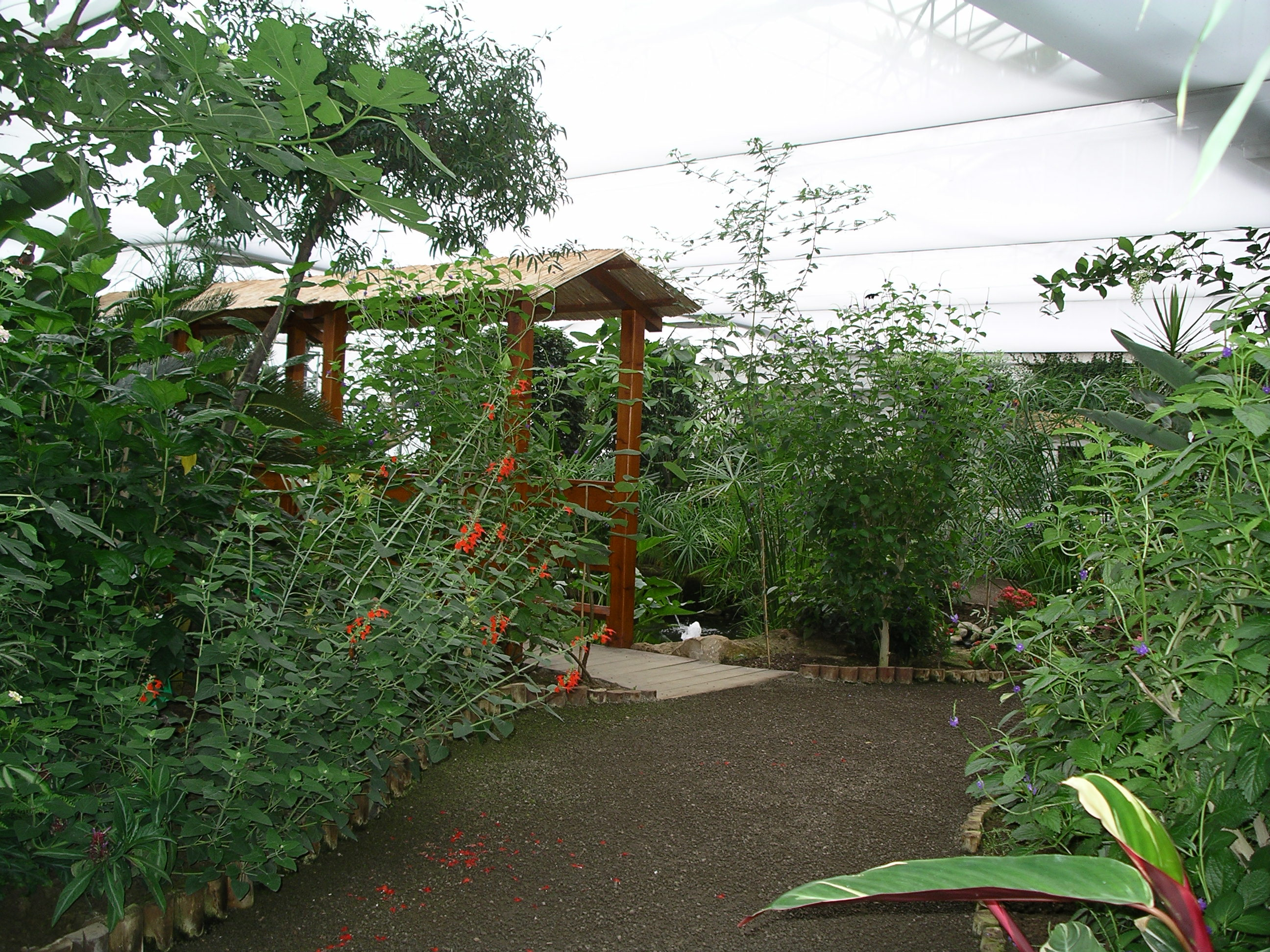
Jardí de Papallones a Grevenmacher

El Jardí de Papallones (en luxemburguès Päiperleksgaart Gréiwemaacher, francès: Jardin des Papillons) es troba a Grevenmacher a l'est de Luxemburg.
És la propietat de l'empresa de vins Bernard-Massard. S'hi presenten centenars de papallones exòtiques en entorns naturals embolcallades per una impressionant diversitat de plantes. El Jardí de Papallones està obert tots els dies de 9:30 a 17:00 d'abril a mitjan octubre.